# طواف فينيستير 2017
طواف فينيستير 2017 (بالألمانية: Tour du Finistère 2017) هو سباق دراجات هوائية، وهو الموسم رقم 32 من نفس السباق، وأقيم في 15 أبريل 2017، وامتدّ لمسافة 194.8 كيلومتر، وهو أحد سباقات طواف أوروبا للدراجات 2017، وهو من نوع سباق يوم واحد، وقد شارك في السباق 106 متسابقاً ووصل إلى نهايته 73 متسابقاً.
فاز فيه بالمركز الأول Julien Loubet ‏، وبالمركز الثاني جوليان سيمون، وبالمركز الثالث بيير لاتور.

## الفرق
| فرق عالمية (2)- AG2R La Mondiale - FDJ فرق قارية محترفة (6)- Cofidis, Solutions Crédits - ديلكو ‏ - Direct Énergie - Fortuneo-Vital Concept - مانزانا بوستوبون 2017 ‏ - Wanty-Groupe Gobert فرق قارية (6)- أرمي دي تير 2017 ‏ - Team Metalced ‏ - موسم يوسكادي مورياس 2017 ‏ - إتش بي بي تي بي – أوبير 93 ‏ - Joker Fuel of Norway ‏ - Van Rysel–Roubaix ‏ |  |
| |  |

## التصنيف العام النهائي
| التصنيف العام | التصنيف العام     | التصنيف العام | التصنيف العام           | التصنيف العام |        |
| الدراج        | الدراج            | البلد         | الفريق                  | الوقت         | السرعة |
| ------------- | ----------------- | ------------- | ----------------------- | ------------- | ------ |
| 1.            | Julien Loubet ‏    | فرنسا         | Armée de Terre          | 4 س 48 د 38 ث |        |
| 2.            | جوليان سيمون      | فرنسا         | كوفيديس                 | + 2 ث         |        |
| 3.            | بيير لاتور        | فرنسا         | أيه إل أم               | + 2 ث         |        |
| 4.            | جوليان أنتومارشي  | فرنسا         | Roubaix Lille Métropole | + 2 ث         |        |
| 5.            | فريدريك باكارت    | بلجيكا        | Wanty-Groupe Gobert     | + 2 ث         |        |
| 6.            | رومان هاردي       | فرنسا         | Fortuneo-Vital Concept  | + 2 ث         |        |
| 7.            | ديفيد جودو        | فرنسا         | إف دي جي                | + 9 ث         |        |
| 8.            | Thibault Ferasse ‏ | فرنسا         | Armée de Terre          | + 9 ث         |        |
| 9.            | Franck Bonnamour ‏ | فرنسا         | Fortuneo-Vital Concept  | + 12 ث        |        |
| 10.           | Jérémy Cornu ‏     | فرنسا         | Direct Énergie          | + 13 ث        |        |

## وصلات خارجية
- الموقع الرسمي
- طواف فينيستير 2017 على موقع إحصائيات الدراجات الإحترافية (الإنجليزية)